# Terentang Tiga
Terentang Tiga is een bestuurslaag in het regentschap Bangka Tengah van de provincie Bangka-Belitung, Indonesië. Terentang Tiga telt 1256 inwoners (volkstelling 2010).